# San Rocco al Porto
San Rocco al Porto – miejscowość i gmina we Włoszech, w regionie Lombardia, w prowincji Lodi.
Według danych na rok 2004 gminę zamieszkiwało 3249 osób, 108,3 os./km².